# Bathythrix triangulifera
Bathythrix triangulifera är en stekelart som först beskrevs av André Seyrig 1952.  Bathythrix triangulifera ingår i släktet Bathythrix och familjen brokparasitsteklar. Inga underarter finns listade.